# 美孚中
美孚中（英語：Mei Foo Central，代號F16）是香港深水埗區議會下轄的選區，1982年設立，1994年改為單議席，2003年採用現名，末任區議員為深水埗區議會副主席伍月蘭。

## 範圍
選區位於荔枝角西部，包括鄰近葵涌道的美孚新邨第一期、第七期、部分第二期、部分第三期，與其相鄰的選區有美孚南和美孚北，以及葵青區議會的荔景。選區名稱來自美孚新邨，投票站設於博愛醫院美孚荔灣街坊會梁之潛伉儷長者健康支援及進修中心。

## 沿革
美孚範圍的三個選區都可追溯到1982年區議會選舉所設立的荔灣選區，除第一屆區區議會（1982-1985年）為單議席選區外，至1994年之前一直是一個雙議席選區，範圍包括現時的美孚南、中及北選區（當時美孚新邨範圍以外已經是海岸線，其後有關海域進行填海工程，成為荔枝角公園及葵涌貨櫃碼頭的一部分）。第一任區議員為香港公民協會成員涂奎如，當時對手為鄭潤廉。
1985年區議會選舉及1988年區議會選舉，鍾沛林及張永森成為荔灣選區區議員。當中1985年由於未有其他參選人，二人自動當選。1988年譚明光加入挑戰，然而譚得票少於鍾張二人，未得當選（譚2,083，鍾2,376，張2,421）。
1991年區議會選舉，鍾沛林放棄爭取連任，而張永森繼續參選，另外有兩位候選人，包括加入港同盟的譚明光及獨立黃權威，最終張譚二人當選。
1993年港督彭定康推行政改方案改革區議會，取消所有委任議席及雙議席選區制度，全面實行單議席單票制，並改由選區分界及選舉事務委員會制定，區議會選區數目亦隨人口變動而大幅增加荔灣選區劃出美孚、清荔選區範圍後改為單議席選區。
1994年區議會選舉，該次選舉由自由黨文廣鏗與民主黨陳松光爭奪，最後陳松光獲勝。1999年區議會選舉，陳松光與獨立的譚國雄爭奪，最後譚國雄獲勝。
2003年區議會選舉，選管會接納民政處建議將本區更名為美孚中選區，譚國雄與退出民主黨的陳松光再決高下，與此同時區內居民沈少雄及伍月蘭參選，選舉氣氛激烈。結果譚國雄得959票、沈少雄928票、伍月蘭692票及陳松光得294票，首兩名候選人票數相近，由譚國雄當選。
2007年區議會選舉，已加入民協的譚國雄，再與沈少雄爭奪本區席位，加上另外兩位候選人任紹偉和鍾秉芙參與，結果由沈少雄勝出。
2011年區議會選舉，與梁美芬等人成立西九新動力的沈少雄，受到兩位候選人挑戰。當中2003年於本區參選的伍月蘭以公民黨身份參選，而人民力量亦派出曾麗文參選，成為泛民政黨撞區的例子。結果沈少雄以過半數的1,812票成功連任，連同黃達東及張永森分別於美孚南、北選區連任成功，建制派成功攻陷美孚三區。
2015年區議會選舉，競逐連任的經民聯的沈少雄，對上公民黨伍月蘭及陳松光以美孚苦主聯盟名義參選。結果伍月蘭以1,803票成功勝出，打破建制派壟斷美孚三區之局面。
2019年區議會選舉，伍月蘭以過千票差距擊敗新民黨的葉沛霖，成功連任，而公民黨代表亦在美孚另外兩區勝出，改變選前建制派控制的情況。基於非建制派於深水埗區議會佔過半數，伍氏獲推舉為區議會副主席。2020年7月31日，伍月蘭退出公民黨。

## 歷屆議員
| 選區名稱 | 屆別           | 議員   | 政治聯繫        | 政治聯繫                             | 議員                                     | 政治聯繫                                 | 政治聯繫                                 |
| -------- | -------------- | ------ | --------------- | ------------------------------------ | ---------------------------------------- | ---------------------------------------- | ---------------------------------------- |
| 荔灣     | 1982年－1985年 | 涂奎如 |                 | 公民協會                             | 定為單議席選區                           | 定為單議席選區                           | 定為單議席選區                           |
| 荔灣     | 1985年－1988年 | 鍾沛林 |                 | 香港勵進會                           | 張永森                                   |                                          | 無黨籍                                   |
| 荔灣     | 1988年－1991年 | 鍾沛林 |                 | 香港勵進會                           | 張永森                                   |                                          | 無黨籍                                   |
| 荔灣     | 1991年－1994年 | 譚明光 |                 | 港同盟                               | 張永森                                   |                                          | 無黨籍                                   |
| 荔灣     | 1994年－1999年 | 陳松光 |                 | 民主黨                               | 分拆出美孚、 清荔選區後， 定為單議席選區 | 分拆出美孚、 清荔選區後， 定為單議席選區 | 分拆出美孚、 清荔選區後， 定為單議席選區 |
| 美孚中   | 2000年－2003年 | 譚國雄 |                 | 無黨籍                               | 分拆出美孚、 清荔選區後， 定為單議席選區 | 分拆出美孚、 清荔選區後， 定為單議席選區 | 分拆出美孚、 清荔選區後， 定為單議席選區 |
| 美孚中   | 2004年－2007年 | 譚國雄 |                 | 無黨籍 → 民協                        | 分拆出美孚、 清荔選區後， 定為單議席選區 | 分拆出美孚、 清荔選區後， 定為單議席選區 | 分拆出美孚、 清荔選區後， 定為單議席選區 |
| 美孚中   | 2008年－2011年 | 沈少雄 |                 | 九 九社聯 → 西 西九新動力            | 分拆出美孚、 清荔選區後， 定為單議席選區 | 分拆出美孚、 清荔選區後， 定為單議席選區 | 分拆出美孚、 清荔選區後， 定為單議席選區 |
| 美孚中   | 2012年－2015年 | 沈少雄 |                 | 西 西九新動力 → 經民聯/西 西九新動力 | 分拆出美孚、 清荔選區後， 定為單議席選區 | 分拆出美孚、 清荔選區後， 定為單議席選區 | 分拆出美孚、 清荔選區後， 定為單議席選區 |
| 美孚中   | 2016年－2019年 | 伍月蘭 |                 | 公民黨                               | 分拆出美孚、 清荔選區後， 定為單議席選區 | 分拆出美孚、 清荔選區後， 定為單議席選區 | 分拆出美孚、 清荔選區後， 定為單議席選區 |
| 美孚中   | 2020年－2023年 | 伍月蘭 | 公民黨 → 無黨籍 |                                      | 分拆出美孚、 清荔選區後， 定為單議席選區 | 分拆出美孚、 清荔選區後， 定為單議席選區 | 分拆出美孚、 清荔選區後， 定為單議席選區 |

## 歷屆選舉結果
| 政党   | 政党   | 候选人    | 票数  | %     | ±      |
| ------ | ------ | --------- | ----- | ----- | ------ |
|        | 新民黨 | ①. 葉沛霖 | 2,430 | 39.86 | 不適用 |
|        | 公民黨 | ②. 伍月蘭 | 3,666 | 60.14 | ▲11.66 |
| 多数票 | 多数票 | 多数票    | 1236  | 20.28 | ▲16.83 |

| 政党   | 政党                 | 候选人    | 票数  | %     | ±      |
| ------ | -------------------- | --------- | ----- | ----- | ------ |
|        | 公民黨               | ①. 伍月蘭 | 1,803 | 48.48 | ▲20.27 |
|        | 經民聯/西 西九新動力 | ②. 沈少雄 | 1,675 | 45.04 | ▼11.82 |
|        | 美孚苦主聯盟         | ③. 陳松光 | 241   | 6.48  | 不適用 |
| 多数票 | 多数票               | 多数票    | 128   | 3.45  | ▼25.20 |

| 政党   | 政党       | 候选人    | 票数  | %     | ±      |
| ------ | ---------- | --------- | ----- | ----- | ------ |
|        | 公民黨     | ①. 伍月蘭 | 899   | 28.21 | 不適用 |
|        | 人民力量   | ②. 曾麗文 | 476   | 14.94 | 不適用 |
|        | 西九新動力 | ③. 沈少雄 | 1,812 | 56.86 | ▲18.04 |
| 多数票 | 多数票     | 多数票    | 913‬   | 28.65 | ▲22.91 |

| 政党   | 政党   | 候选人    | 票数 | %     | ±      |
| ------ | ------ | --------- | ---- | ----- | ------ |
|        | 無黨派 | ①. 沈少雄 | 998  | 38.82 | 不適用 |
|        | 無黨派 | ②. 任紹偉 | 517  | 20.11 | 不適用 |
|        | 民協   | ③. 譚國雄 | 851  | 33.10 | 不適用 |
|        | 無黨派 | ④. 鍾秉芙 | 205  | 7.97  | 不適用 |
| 多数票 | 多数票 | 多数票    | 147  | 5.72  | 不適用 |

| 政党   | 政党   | 候选人    | 票数 | %     | ±      |
| ------ | ------ | --------- | ---- | ----- | ------ |
|        | 無黨派 | ①. 沈少雄 | 928  | 32.30 | 不適用 |
|        | 無黨派 | ②. 譚國雄 | 959  | 33.38 | 不適用 |
|        | 無黨派 | ③. 伍月蘭 | 692  | 24.09 | 不適用 |
|        | 獨立   | ④. 陳松光 | 294  | 10.23 | 不適用 |
| 多数票 | 多数票 | 多数票    | 31   | 1.08  | 不適用 |

| 政党   | 政党   | 候选人    | 票数  | %     | ±      |
| ------ | ------ | --------- | ----- | ----- | ------ |
|        | 民主黨 | ①. 陳松光 | 907   | 41.47 | 不適用 |
|        | 無黨派 | ②. 譚國雄 | 1,280 | 58.53 | 不適用 |
| 多数票 | 多数票 | 多数票    | 373   | 17.06 | 不適用 |

| 政党   | 政党           | 候选人 | 票数  | %     | ±      |
| ------ | -------------- | ------ | ----- | ----- | ------ |
|        | 港同盟/匯 匯點 | 陳松光 | 1,290 | 65.28 | 不適用 |
|        | 自由黨         | 文廣鏗 | 686   | 34.72 | 不適用 |
| 多数票 | 多数票         | 多数票 | 604   | 30.56 | 不適用 |

| 政党   | 政党   | 候选人 | 票数  | %     | ±      |
| ------ | ------ | ------ | ----- | ----- | ------ |
|        | 無黨派 | 張永森 | 3,237 | 39.12 | 不適用 |
|        | 港同盟 | 譚明光 | 2,912 | 35.19 | 不適用 |
|        | 無黨派 | 黃權威 | 2,126 | 25.69 | 不適用 |
| 多数票 | 多数票 | 多数票 | 786   | 9.50  | 不適用 |

| 政党   | 政党   | 候选人 | 票数  | %     | ±      |
| ------ | ------ | ------ | ----- | ----- | ------ |
|        | 無黨派 | 張永森 | 2,421 | 35.19 | 不適用 |
|        | 無黨派 | 鍾沛林 | 2,376 | 34.53 | 不適用 |
|        | 無黨派 | 譚明光 | 2,083 | 30.28 | 不適用 |
| 多数票 | 多数票 | 多数票 | 293   | 4.26  | 不適用 |

| 政党   | 政党   | 候选人 | 票数     | %      | ±      |
| ------ | ------ | ------ | -------- | ------ | ------ |
|        | 無黨派 | 鍾沛林 | 自動當選 | 不適用 | 不適用 |
|        | 無黨派 | 張永森 | 自動當選 | 不適用 | 不適用 |
| 多数票 | 多数票 | 多数票 | 不適用   | 不適用 | 不適用 |

| 政党   | 政党     | 候选人 | 票数  | %     | ±      |
| ------ | -------- | ------ | ----- | ----- | ------ |
|        | 公民協會 | 涂奎如 | 2,387 | 55.51 | 新選區 |
|        | 無黨派   | 鄭潤廉 | 1,913 | 44.49 | 新選區 |
| 多数票 | 多数票   | 多数票 | 474   | 11.02 | 新選區 |